# Cuauhtémoc (bateau)
Pour les articles homonymes, voir Cuauhtémoc (homonymie).
Le Cuauhtémoc — ou ARM Cuauhtémoc (BE-01) — est un voilier de type trois-mâts barque de la Marine mexicaine. Construit en 1982, il sert de navire-école et son port d'attache est Acapulco. Il porte le nom   du dernier empereur aztèque.

## Histoire

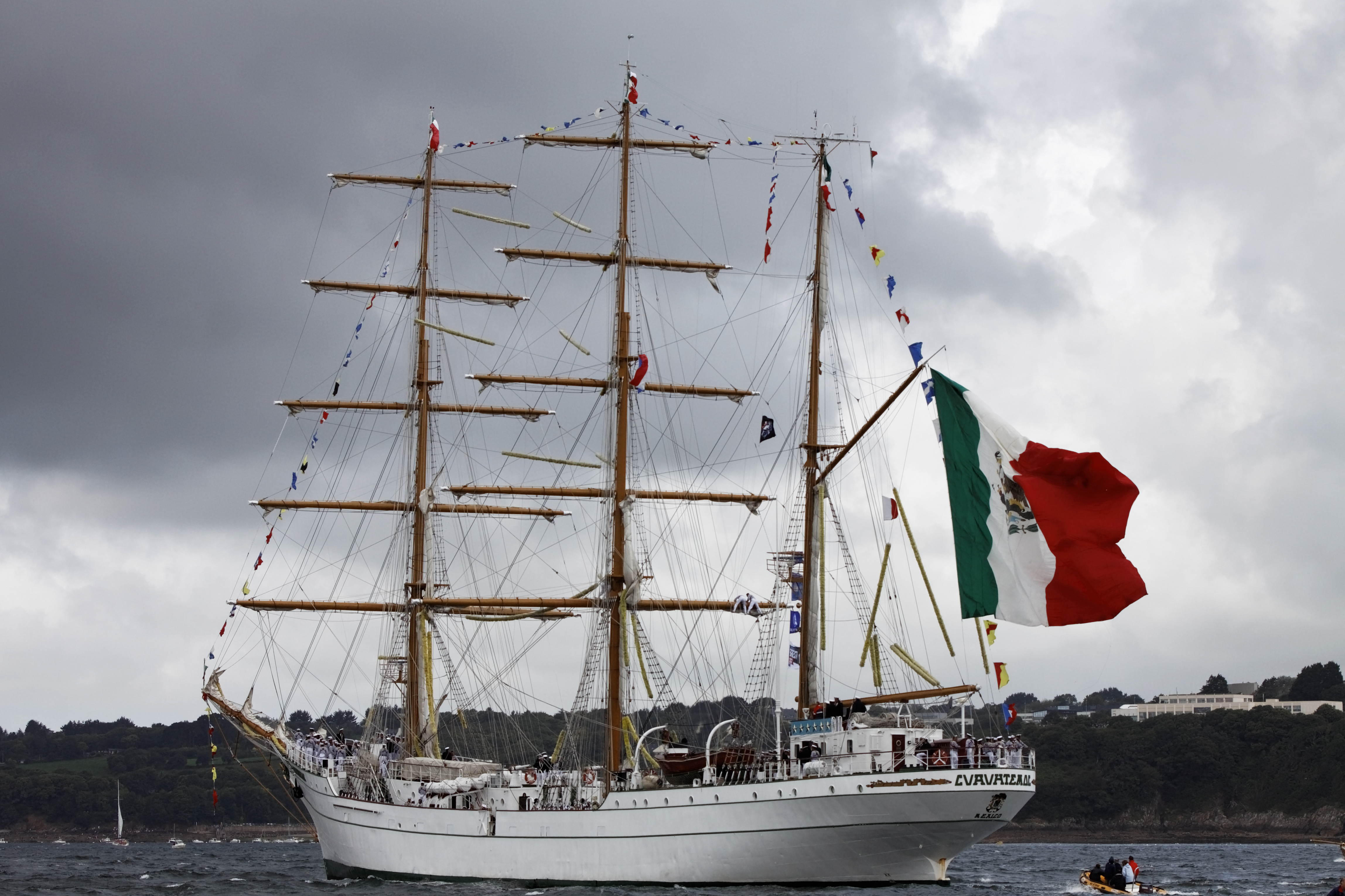
Le Cuauhtémoc au Tonnerres de Brest 2012 avec un grand drapeau du Mexique.

Le Cuauhtémoc est le dernier de quatre navires-jumeaux  construits en Espagne par les chantiers navals de Bilbao en 1982, sur un design similaire à ceux produits dans les années 30 par la société allemande Blohm & Voss, comme le Gorch Fock, l'USCGC Eagle et le NRP Sagres. Il a été conçu par l'ingénieur naval Juan José Alonso Verástegui. 
Propriété de la Marine mexicaine qui l'utilise comme navire-école, il est un symbole au Mexique car il illustre l'esprit de combativité et d'indépendance, par référence au dernier empereur Cuauhtémoc, capturé et exécuté par les conquérants espagnols en 1525 et dont le nom signifie « l'aigle qui descend sur sa proie » en nahuatl. Cuauhtémoc est représenté  sur la proue du bateau.
Comme ses sister-ships,  le Guayas (Équateur), le Gloria (Colombie) et le Simon Bolivar (Venezuela), il est un ambassadeur flottant de son pays à travers le monde, ayant parcouru plus de 400 000 milles marins (700 000 km) dans ses 43 années de service. Il a entre autres réalisé une traversée de l'Atlantique en 22 jours et passé le cap Horn en 1993.
Dans la soirée du 17 mai 2025, le Cuauhtémoc, alors qu'il navigue pour quitter New York et reprendre la mer avec 277 personnes à bord, percute en marche arrière le pont de Brooklyn, sous lequel la hauteur de ses mâts lui interdisait de passer. L'accident, en brisant une partie de la mature, fait deux morts et une vingtaine de blessés à son bord,.

## Manifestations maritimes
Présence du voilier à Rouen et ailleurs en France :
- en 1989 : Voiles de la liberté ;
- en 1994 : Armada de la liberté ;
- en 1999 : Armada du siècle ;
- à l'Armada Rouen 2003 ;
- en 2007 : à Bordeaux fête le fleuve ;
- à l'Armada 2008 ;
- en 2012 : Tonnerres de Brest ;
- en 2012 : Fort-de-France ;
- à l'Armada 2013 ;
- en 2013 : à Bordeaux fête le fleuve[3].
- en 2016 : Brest 2016
- à l'Armada 2019
- à l'Armada 2023

## Dans la littérature
Dans le roman Mourir sur Seine (2008) de Michel Bussi, le meurtre d'un marin du Cuauhtémoc lors de l'Armada de Rouen de 2008 sert comme point de départ de l'intrigue.

## Galerie

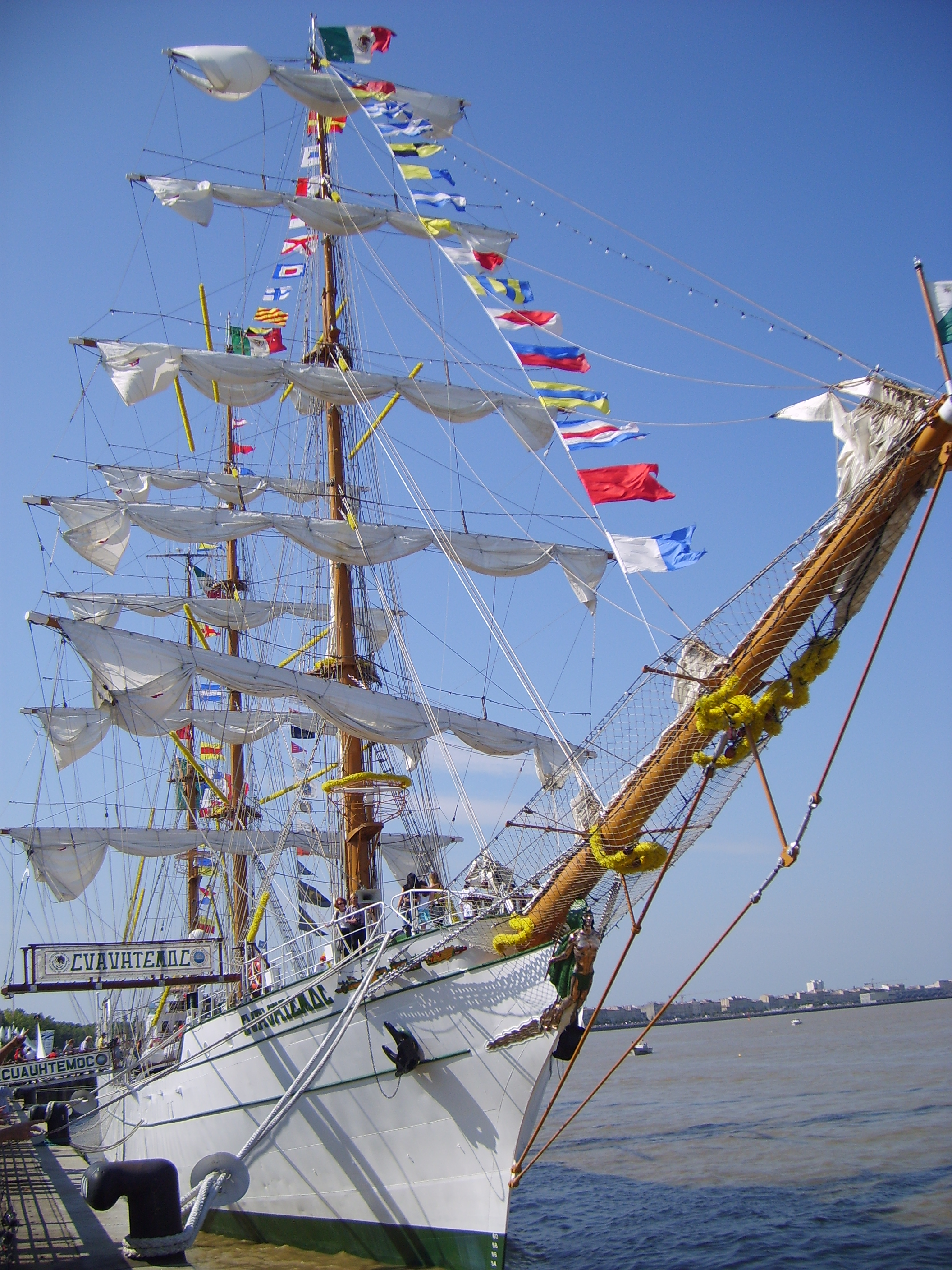
Avant du bateau
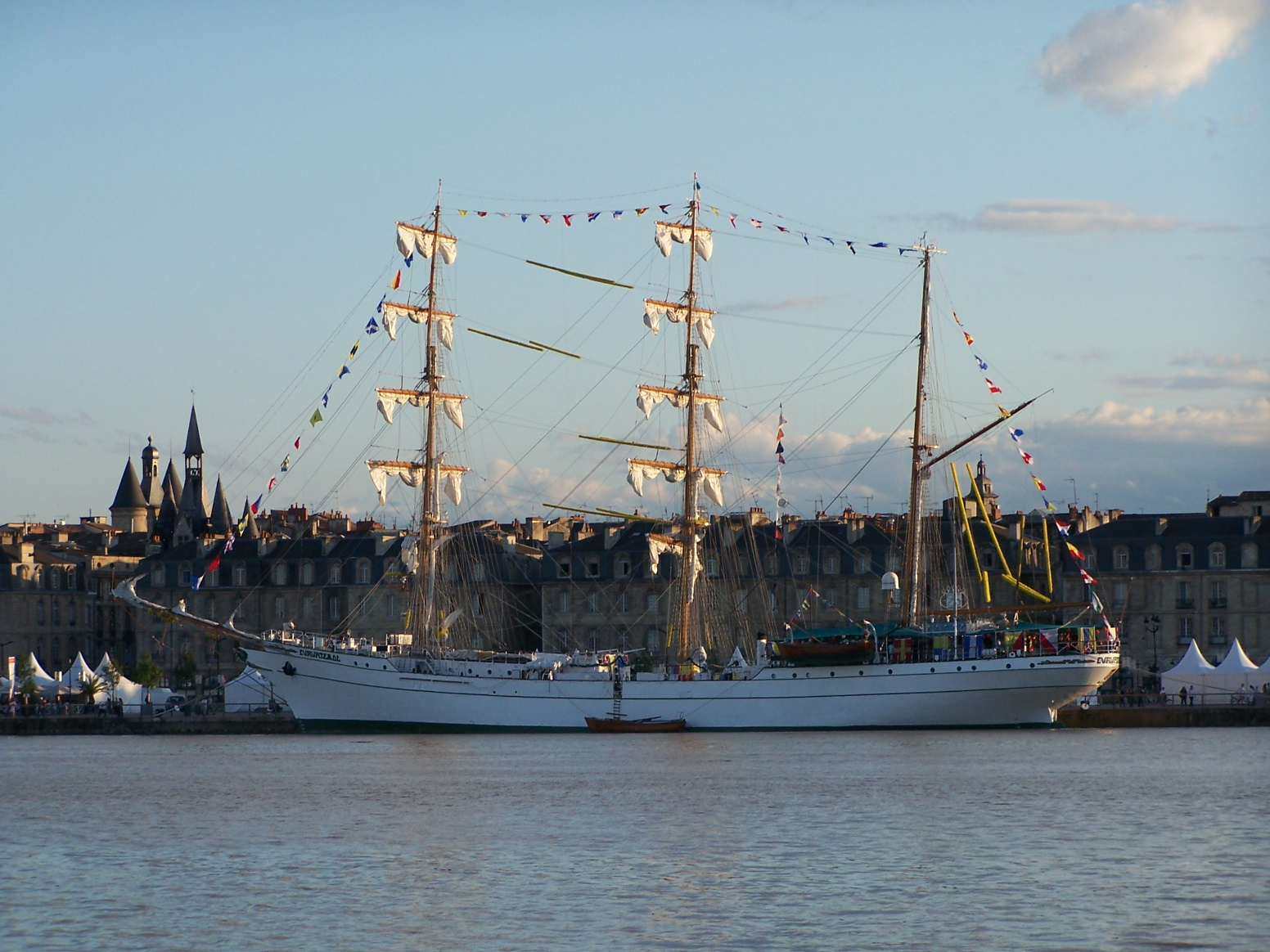
Vue du Cuauhtémoc depuis la rive droite de la Garonne
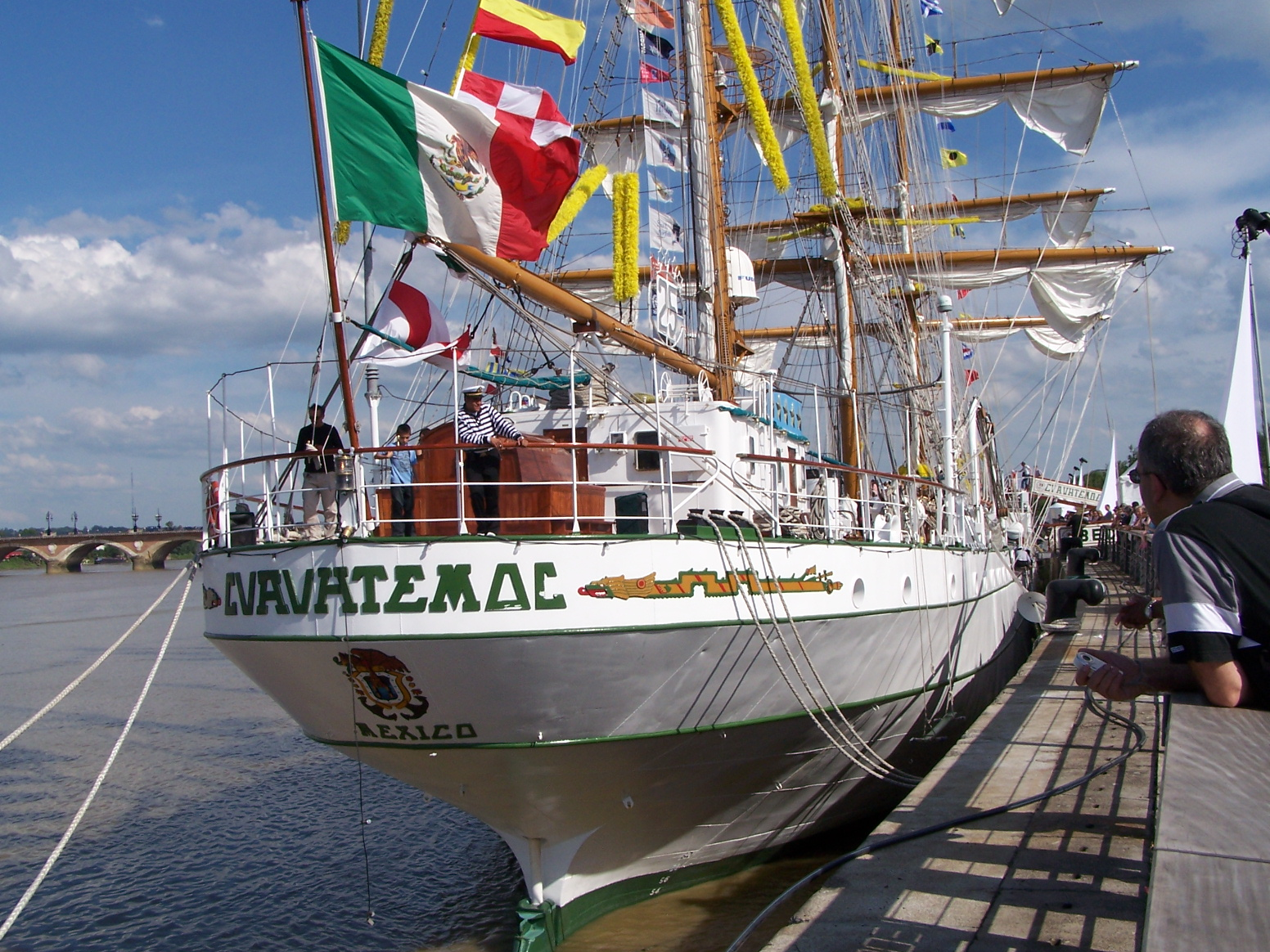
Poupe du Cuauhtémoc
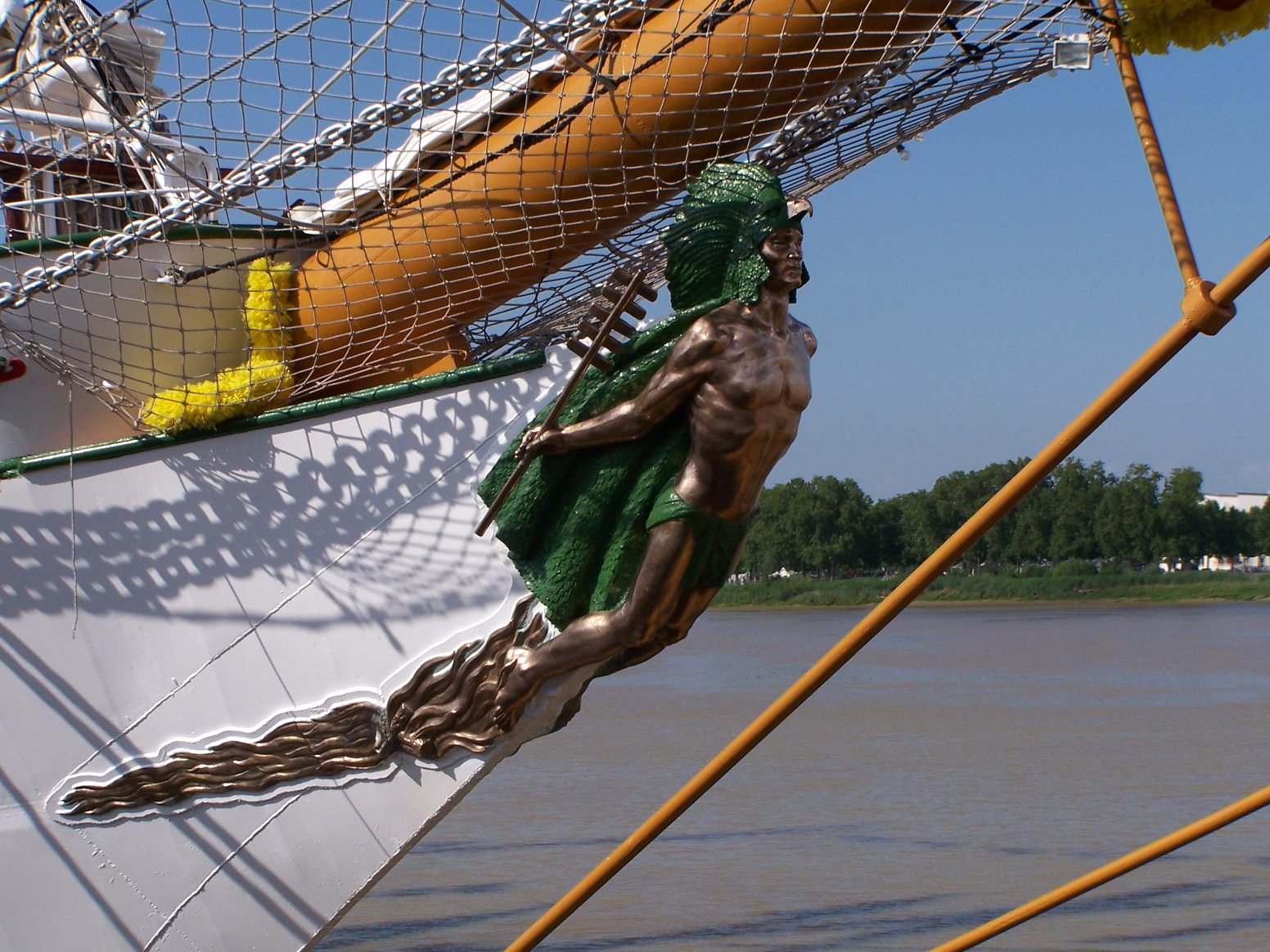
Figure de proue
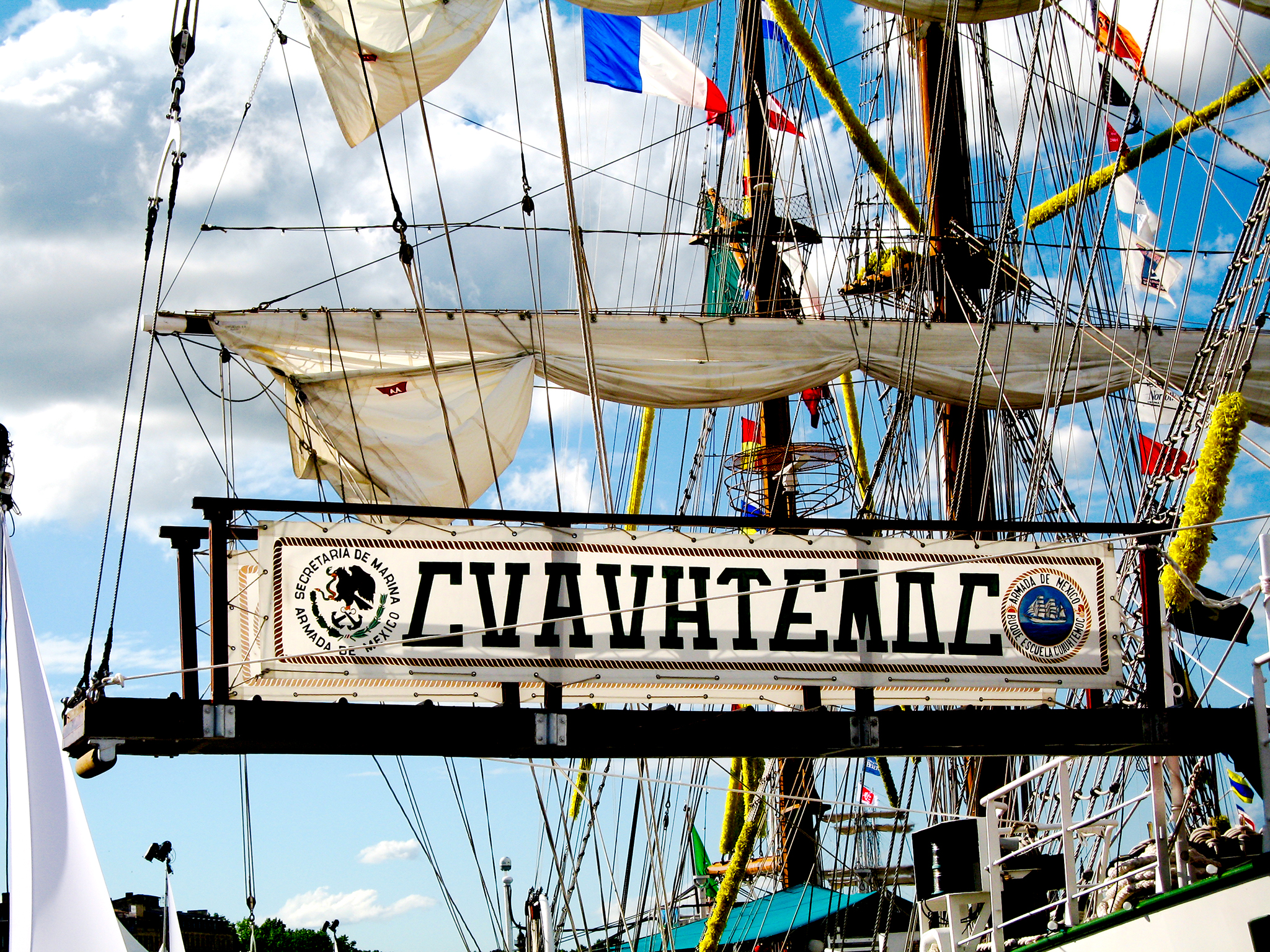
Détail passerelle
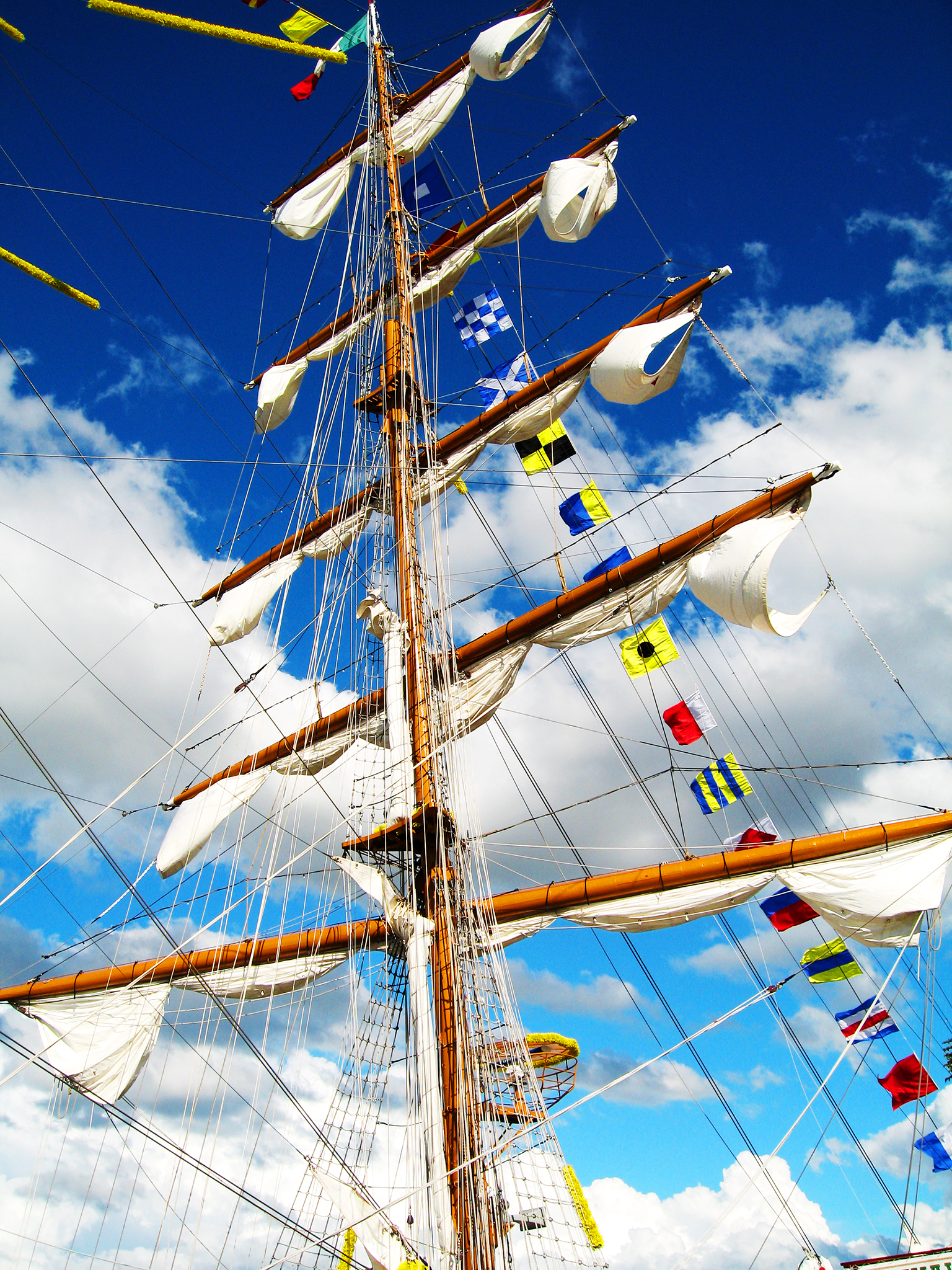
Détail mât
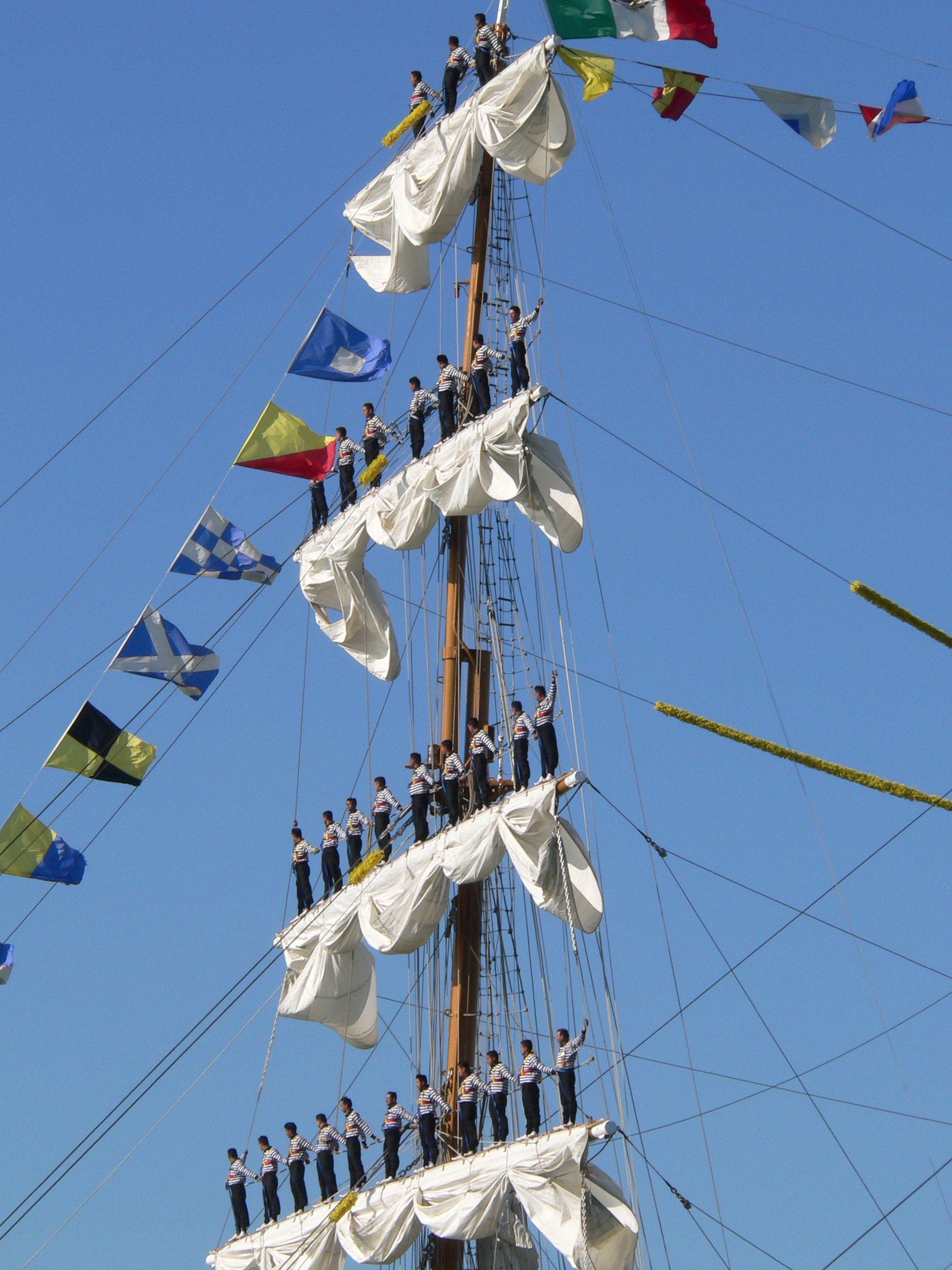
Sur les vergues
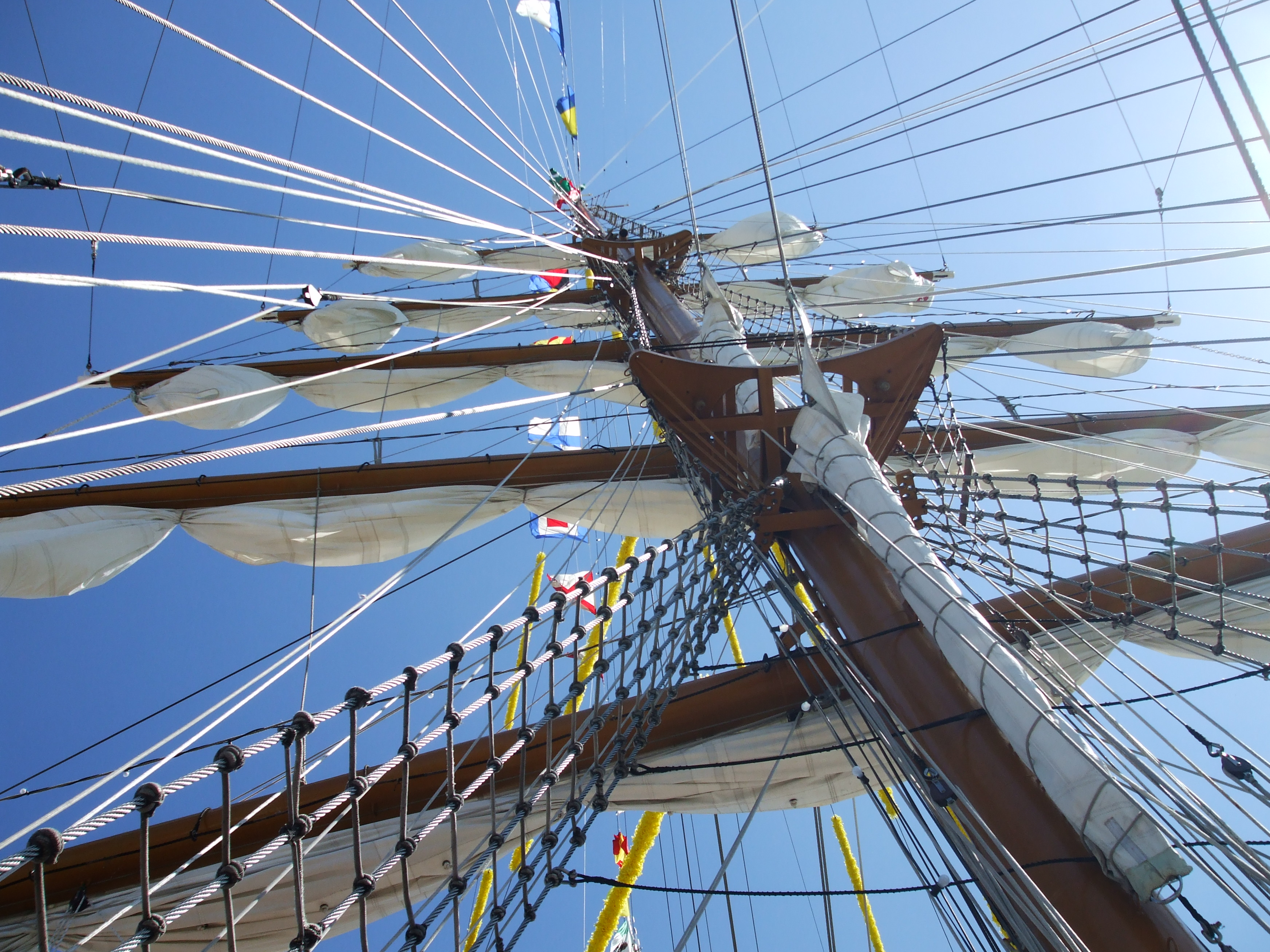
Mât
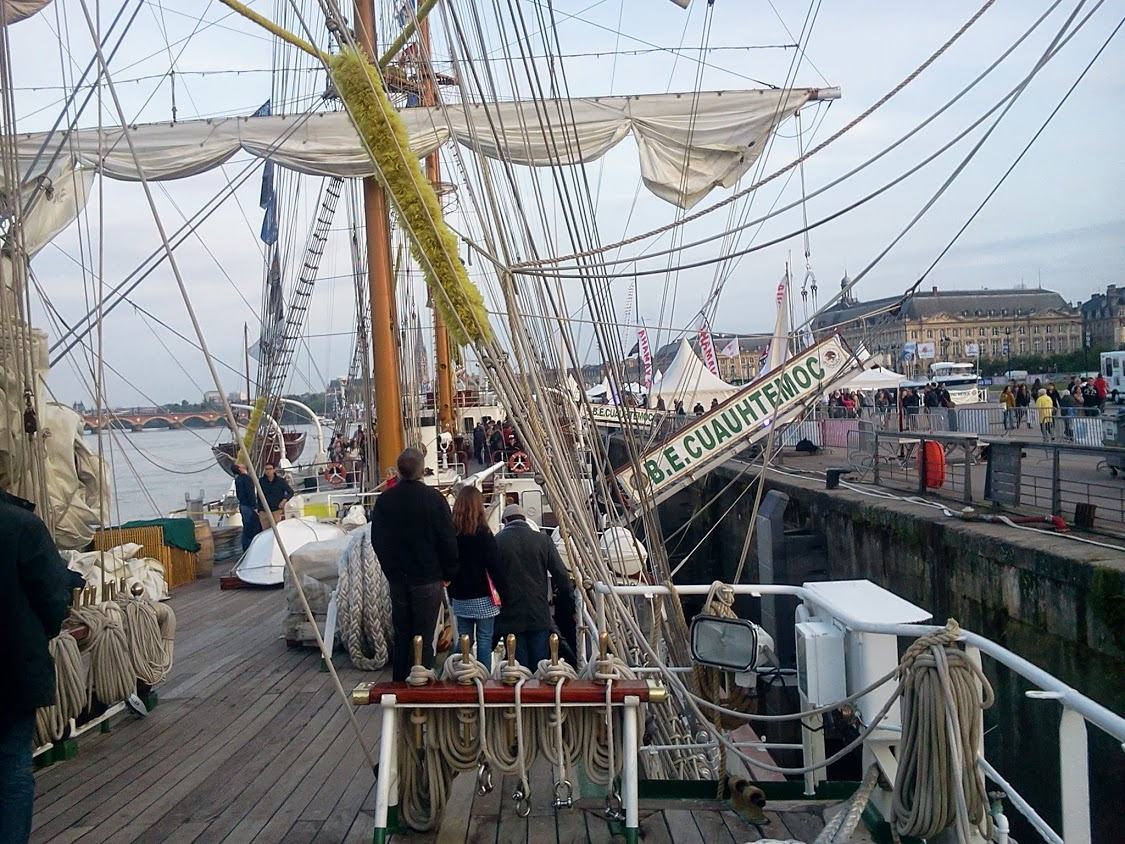
Le Cuauhtémoc amarré au port de Bordeaux durant la fête du fleuve en 2013
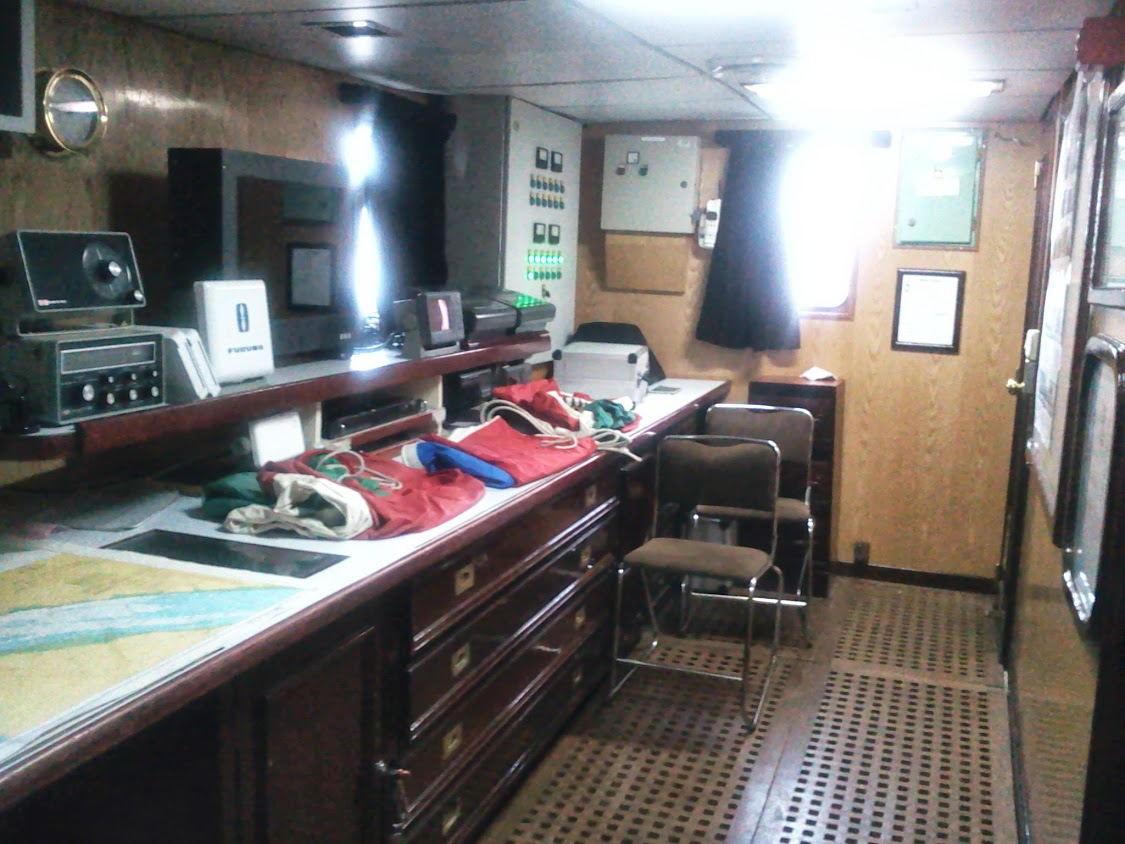
Centre de contrôle du Cuauhtémoc
Collision du Cuauhtémoc avec le pont de Brooklyn à New York le 17 mai 2025.